# C8H19NO2
化学式C8H19NO2（摩尔质量：161.24 g/mol）可能指：
- 辛酸铵，CAS号：5972-76-9
- 4,4-二乙氧基丁胺，CAS号：6346-09-4

|  | 这个同类索引页列出了具有相同分子式的化学物（即同分異構體）条目。 除非您是有意链接至本页，否则应将相应条目的内部链接指向正确的条目。 |